# Retiers
Retiers é uma comuna francesa na região administrativa da Bretanha, no departamento Ille-et-Vilaine. Estende-se por uma área de 41,33 km². Em 2010 a comuna tinha 4 497 habitantes (densidade: 108,8 hab./km²).